# Ла-Моттери, Кретьен-Жозеф-Грегуар-Эрнест де Ланнуа
Кретьен-Жозеф-Грегуар-Эрнест де Ланнуа (фр. Chrétien-Joseph-Grégoire-Ernest de Lannoy; 13 марта 1731, Брюссель — 26 марта 1822, там же), граф де Ла-Моттери и Либерши — государственный деятель Австрийских Нидерландов.

## Биография
Сын Эжена-Иасента де Ланнуа, графа де Ла-Моттери, и Ламбертины Ламоральдины Терезы дю Фен, графини фон Хассельт. Барон д'Экс и де Сомбресс. Последний мужской представитель линии графов Ла-Моттери дома Ланнуа.
Крещен 13 марта 1731 в соборе Святых Михаила и Гудулы.
В «Мемуарах графа Анри де Мерода» на его счет приведен анекдот сомнительной достоверности. Якобы, по словам самого де Ланнуа, в детстве он едва не погиб, когда в 1731 году в Брюссельском дворце произошел пожар. Младенца выхватили из огня горожане и, передавая по цепочке друг другу, вернули отцу. На самом деле граф де Ла-Моттери родился более чем через месяц после этого происшествия.
Граф стал членом Штатов Брабанта по своему графству Либерши, которое унаследовал от бабки, Марии Изабеллы Эрнестины де Ганд-Вилен (рельеф от 17.02.1759). Членом Штатов Намюра стал, как барон де Сомбресс.
За свою красивую внешность получил прозвище le beau de Lannoy, и на хореографических представлениях при дворе Карла Лотарингского неоднократно появлялся в костюме Аполлона. Ла-Моттери и его друг граф де Шпанген считались при Брюссельском дворе образцами элегантности и хорошего вкуса. По словам Анри де Мерода, Ланнуа был человеком посредственным, но отлично знал свет и имел манеры грансеньора.
Был капитаном в пехотном полку Карла Лотарингского, в 1756 году стал действительным камергером Марии Терезии и Франца I, а в 1765-м депутатом от знати на Штатах Брабанта. Когда в 1787 году начались волнения, Ла-Моттери встал в твердую оппозицию реформам Иосифа II и был одним из четырех графов, членов Браабантских Штатов (другими были Шпанген, Дюрас и Колома), которых австрийская администрация приказала держать под арестом в здании ратуши Брюсселя.
На конгрессе 1790 года был одним из представителей шателений Фландрии. Поддержал французскую оккупацию; с VIII года республики по 1806 год был членом муниципального совета Брюсселя. Учитывая влияние графа на родине, Наполеон назначил его членом Охранительного сената; Ланнуа заседал там с 1 флореаля XII года до конца имперского режима. В мае 1808 года возведен в достоинство графа империи. В 1804 году стал командором Почетного легиона, в 1812 году был награжден большим крестом ордена Воссоединения. После образования Нидерландского королевства получил большой крест ордена Нидерландского льва.

## Семья
Жена (22.03.1774): графиня Мария Катерина Жозефа де Мерод (10.04.1743—26.03.1794), наследная принцесса Рюбампре и Эверберга, дочь графа Максимильена Леопольда Гислена де Мероде-Монфора, князя Рюбампре и Эверберга, и Катерины Олреманс, вдова графа Филиппа Максимилиана Вернера Матиаса де Мерод, маркиза Вестерло
Дочь:
- Мари Анна Полина Дезире де Ланнуа (24.12.1774—18.06.1826), графиня де Ла-Моттери. Муж 1) (2.10.1793): Анн-Анри-Рене-Сижисмон де Монморанси-Люксембург (1772—1799), называемый «герцог де Шатийон», сын герцога Анна-Шарля-Сижисмона де Монморанси-Люксембурга; 2) (12.04.1806): граф Антуан-Раймон де Беранже (1774—1849), пэр Франции